# Посольство Германии в Тбилиси
Посольство Германии в Тбилиси (нем. Deutsche Botschaft Tiflis) — дипломатическая миссия, представляющая интересы Германии в Тбилиси. После распада Советского Союза современная Грузия обрела независимость 9 апреля 1991 года. 13 апреля 1992 года в Тбилиси открылось посольство ФРГ.
Посольство находится на набережной реки Куры. Министерство иностранных дел Грузии находится в 4 км к западу, и до него обычно можно добраться чуть более чем за 10 минут. Чтобы добраться до международного аэропорта Тбилиси, расположенного в 16 км к востоку, обычно требуется полчаса езды. В 2013 году Федеральному строительному управлению ФРГ было поручено построить новое здание посольства в Тбилиси. Помимо здания канцелярии, в планах были визовый отдел, резиденция посла и другие хозяйственные постройки. Находящийся в федеральной собственности незастроенный земельный участок площадью около 7 300 м² на склоне холма в Тбилиси был доступен в качестве земли под застройку.